# Station Welkenraedt
Station Welkenraedt is een spoorwegstation langs spoorlijn 37 (Luik - Aken) in de gemeente Welkenraedt.
Vanuit dit station is er een aftakking langs spoorlijn 49 naar station Eupen en langs de enkel voor goederenvervoer gebruikte spoorlijn 39 naar station Montzen.
Het station heeft faciliteiten voor Duitstaligen. Het huidige stationsgebouw werd geopend in 1998. Het station ligt op het hoogste punt van spoorlijn 37, op de waterscheiding tussen Vesder (west) en Geul (oost).
Sinds 1 maart zijn de loketten van dit station enkel in de week geopend tussen 8 en 11.15 uur.

## Treindienst
| Serie       | Treinsoort          | Route                                                                                               | Bijzonderheden                                                         |
| ----------- | ------------------- | --------------------------------------------------------------------------------------------------- | ---------------------------------------------------------------------- |
| IC 01       | Intercity (NMBS)    | Eupen – Welkenraedt – Luik-Guillemins – Brussel-Zuid – Gent-Sint-Pieters – Brugge – Oostende        |                                                                        |
| IC 12       | Intercity (NMBS)    | [ Oostende – Brugge – ] Kortrijk – Gent-Sint-Pieters – Brussel-Zuid – Luik-Guillemins – Welkenraedt | Rijdt alleen op werkdagen. Eerste en laatste ritten van/naar Oostende. |
| S 41 RE 29  | S-trein Luik (NMBS) | Luik-Sint-Lambertus – Luik-Guillemins – Angleur – Verviers-Centraal – Welkenraedt – Aachen Hbf      | euregioAIXpress In België als S                                        |
| P 7450/8450 | Piekuurtrein (NMBS) | Welkenraedt – Verviers-Centraal – Luik-Guillemins – Herstal                                         | Rijdt alleen op werkdagen.                                             |

## Galerij

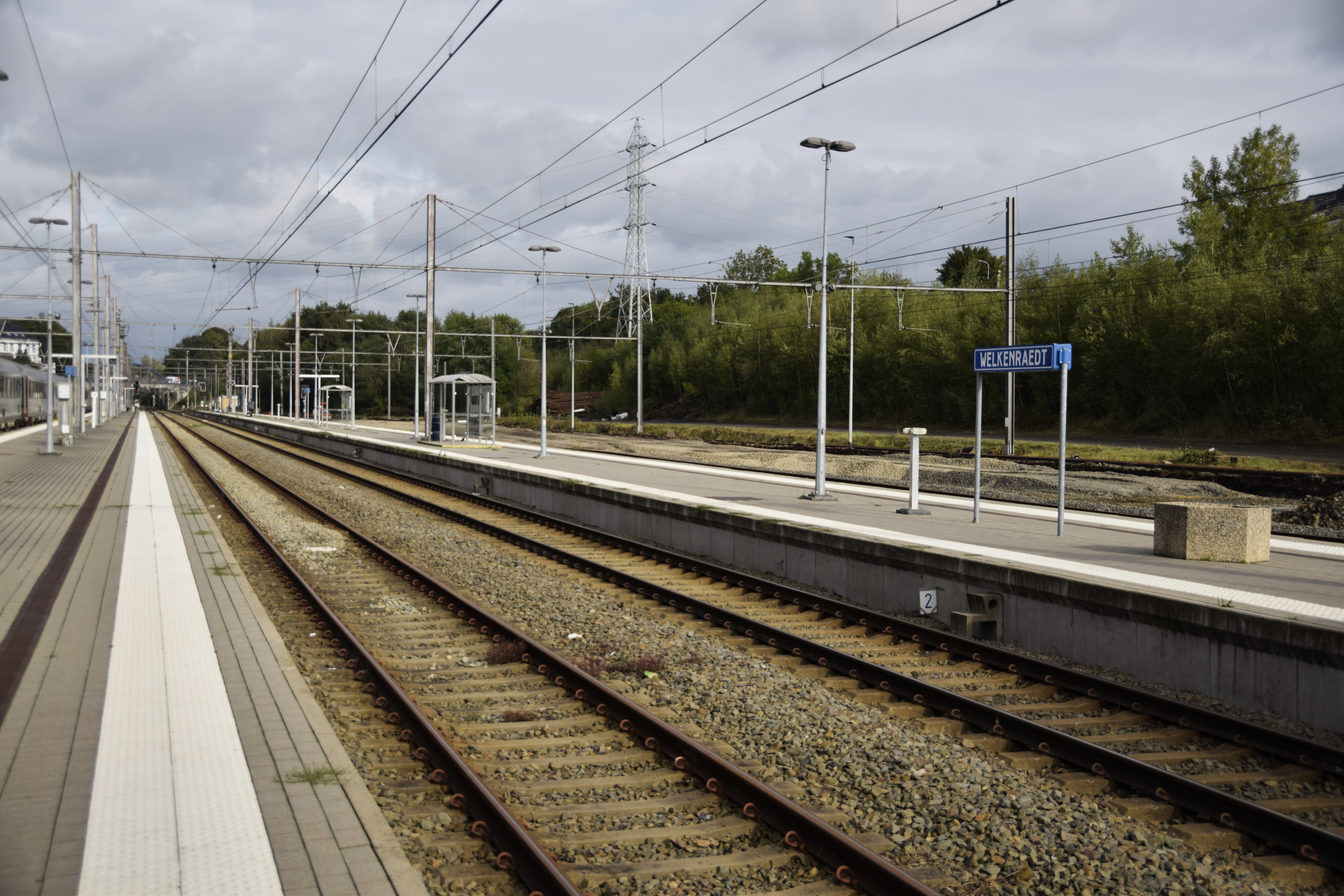
De perrons in 2020
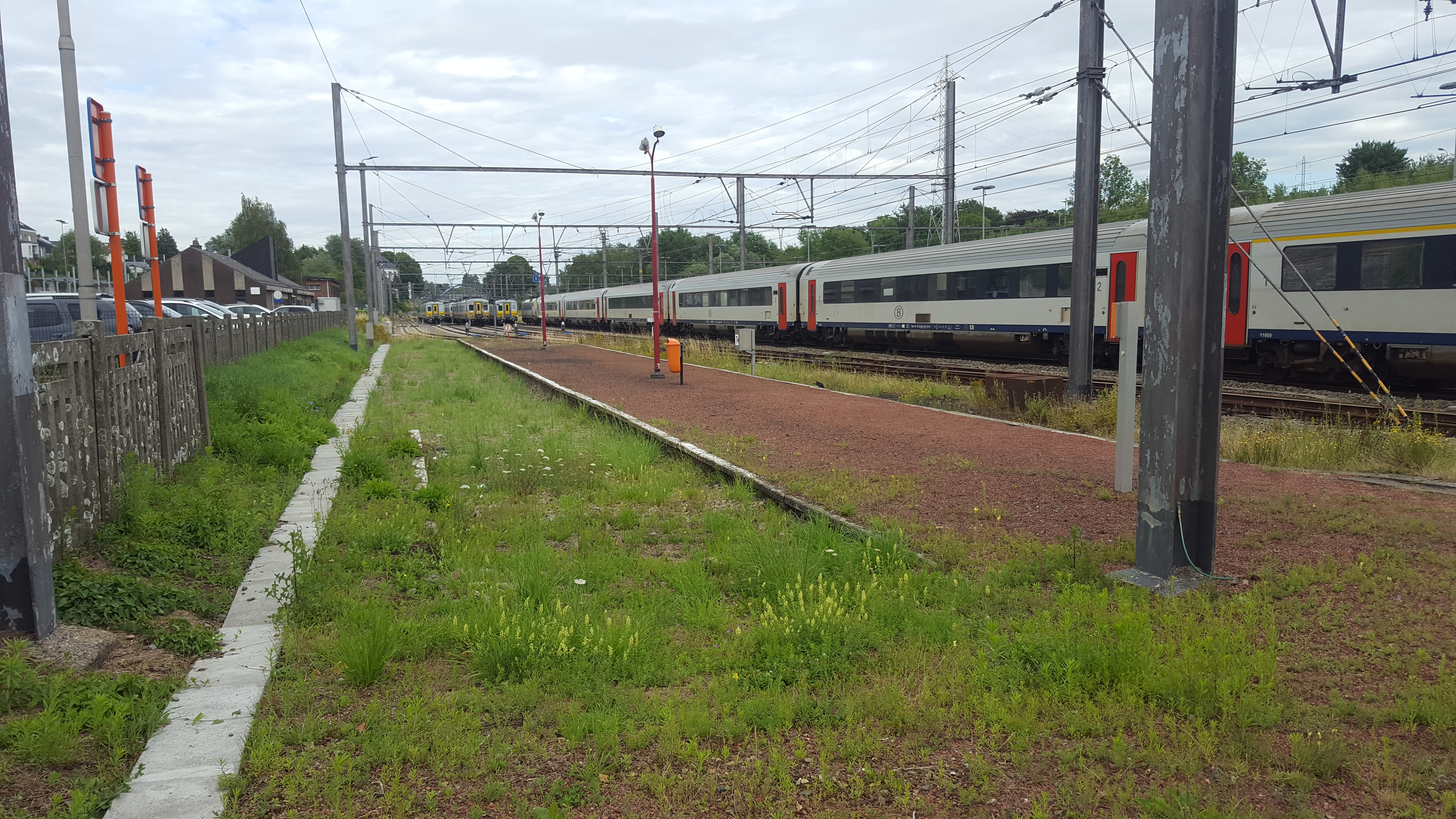
Het verlaten spoor 1

## Reizigerstellingen
De grafiek en tabel geven het gemiddeld aantal instappende reizigers weer op een week-, zater- en zondag.
| Tabel: aantal instappende reizigers station Welkenraedt | Tabel: aantal instappende reizigers station Welkenraedt | Tabel: aantal instappende reizigers station Welkenraedt | Tabel: aantal instappende reizigers station Welkenraedt |
|                                                         | Weekdag                                                 | Zaterdag                                                | Zondag                                                  |
| ------------------------------------------------------- | ------------------------------------------------------- | ------------------------------------------------------- | ------------------------------------------------------- |
| 1977                                                    | 1 117                                                   | 346                                                     | 538                                                     |
| 1978                                                    | 1 226                                                   | 424                                                     | 383                                                     |
| 1979                                                    | 1 151                                                   | 408                                                     | 475                                                     |
| 1980                                                    | 1 210                                                   | 467                                                     | 418                                                     |
| 1981                                                    | 1 307                                                   | 424                                                     | 447                                                     |
| 1982                                                    | 1 216                                                   | 475                                                     | 483                                                     |
| 1983                                                    | 1 230                                                   | 400                                                     | 390                                                     |
| 1984                                                    | 1 049                                                   | 377                                                     | 434                                                     |
| 1985                                                    | 923                                                     | 429                                                     | 596                                                     |
| 1986                                                    | 955                                                     | 363                                                     | 324                                                     |
| 1987                                                    | 893                                                     | 343                                                     | 357                                                     |
| 1988                                                    | 778                                                     | 303                                                     | 340                                                     |
| 1989                                                    | 818                                                     | 380                                                     | 305                                                     |
| 1990                                                    | 700                                                     | 296                                                     | 319                                                     |
| 1991                                                    | 918                                                     | 378                                                     | 372                                                     |
| 1992                                                    | 844                                                     | 387                                                     | 378                                                     |
| 1993                                                    | 689                                                     | 305                                                     | 376                                                     |
| 1994                                                    | 837                                                     | 391                                                     | 338                                                     |
| 1995                                                    | 757                                                     | 365                                                     | 386                                                     |
| 1996                                                    | 822                                                     | 322                                                     | 309                                                     |
| 1997                                                    | 1 013                                                   | 335                                                     | 361                                                     |
| 1998                                                    | 1 107                                                   | 492                                                     | 475                                                     |
| 1999                                                    | 852                                                     | 346                                                     | 334                                                     |
| 2000                                                    | 1 040                                                   | 502                                                     | 241                                                     |
| 2001                                                    | 1 036                                                   | 322                                                     | 280                                                     |
| 2002                                                    | 1 049                                                   | 479                                                     | 458                                                     |
| 2003                                                    | 1 062                                                   | 757                                                     | 806                                                     |
| 2004                                                    | 1 079                                                   | 627                                                     | 517                                                     |
| 2005                                                    | 1 220                                                   | 840                                                     | 718                                                     |
| 2006                                                    | 1 376                                                   | 707                                                     | 726                                                     |
| 2007                                                    | 1 218                                                   | 716                                                     | 547                                                     |
| 2008                                                    | -                                                       | -                                                       | -                                                       |
| 2009                                                    | 1 256                                                   | 756                                                     | 530                                                     |
| 2010                                                    | -                                                       | -                                                       | -                                                       |
| 2011                                                    | -                                                       | -                                                       | -                                                       |
| 2012                                                    | 1 230                                                   | 606                                                     | 625                                                     |
| 2013                                                    | 1 478                                                   | 773                                                     | 681                                                     |
| 2014                                                    | 1 415                                                   | 770                                                     | 689                                                     |
| 2015                                                    | 1 703                                                   | 979                                                     | 1 068                                                   |
| 2016                                                    | 1 671                                                   | 1 202                                                   | 1 269                                                   |
| 2017                                                    | 1 639                                                   | 1 022                                                   | 913                                                     |
| 2018                                                    | 1 911                                                   | 1 958                                                   | 1 474                                                   |
| 2019                                                    | 1 755                                                   | 1 430                                                   | 1 004                                                   |
| 2020                                                    | 1 062                                                   | 744                                                     | 649                                                     |
| 2021                                                    | -                                                       | -                                                       | -                                                       |
| 2022                                                    | 1 608                                                   | 1 867                                                   | 1 117                                                   |
| 2023                                                    | 1 971                                                   | 1 126                                                   | 1 145                                                   |
| 2024                                                    | 1 875                                                   | 1 381                                                   | 1 344                                                   |

0,0: Luik-Guillemins ·
2,6: Angleur ·
4,1: Chênée ·
5,8: Henne-Chèvremont ·
11,0: Chaudfontaine ·
9,5: La Broucke ·
11,0: Trooz ·
13,8: Fraipont ·
15,3: Nessonvaux ·
17,8: Goffontaine ·
18,8: Cornesse ·
20,3: Pepinster ·
23,5: Ensival ·
25,5: Verviers-West ·
Verviers-Central ·
25,4: Verviers-Palais ·
27,1: Verviers-Oost ·
29,5: Nasproué ·
31,7: Dolhain-Gileppe ·
33:0: Dolhain-Vicinal ·
Welkenraedt-Ouest ·
37,7: Welkenraedt ·
39,5: Herbesthal ·
42,4: Astenet ·
45,9: Hergenrath ·
Aachen Hbf
0,0: Welkenraedt ·
3,0: Henri Chapelle ·
Birken ·
1,2: Montzen Village ·
2,5: Montzen · /
8,3: Moresnet ·
11,0: Plombières ·
17,1: Gemmenich ·
18,0: Botzelaer
0,0: Welkenraedt ·
1,8: Herbesthal ·
5,9: Eupen ·
7,9: Raeren-Rott